# La Pipe de Maigret
La Pipe de Maigret est une nouvelle de Georges Simenon publiée en 1947. Elle fait partie de la série des Maigret.

## Résumé
À la PJ, Maigret reçoit une certaine Madame Leroy, veuve et triste. Son fils, Joseph (dix-sept ans), l'accompagne. Elle est persuadée que, durant son sommeil ou son absence, quelqu'un fouille sa maison de Charenton, située sur le quai de Bercy . Pourtant, rien n'a disparu et elle ignore ce qu'on y cherche.
Maigret n'écoute ses doléances que d'une oreille. Une fois la dame et son fils partis, le commissaire se rend compte qu'une de ses pipes a disparu de son bureau.

## Historique
La nouvelle est écrite à l'Hôtel de Cambrai, au 30 rue de la Turenne, à Paris, en juin 1945.
La première publication de La Pipe de Maigret a lieu le 22 juillet 1947 dans l'édition du recueil auquel la nouvelle a donné son titre, et qui comprend aussi le roman Maigret se fâche. La nouvelle précède le roman dans l'édition originale. 

## Éditions
- Édition originale : Presses de la Cité, 1947
- Reprise dans le recueil Nouvelles inattendues, 1990
- Tout Simenon, tome 1, Omnibus, 2002  (ISBN 978-2-258-06042-5)
- Livre de Poche, n° 35040, 2007  (ISBN 978-2-253-12062-9)
- Tout Maigret, tome 10, Omnibus,  2019  (ISBN 978-2-258-15349-3)

## Adaptation
- La Pipe de Maigret, téléfilm français de Jean-Marie Coldefy avec Jean Richard, diffusé en 1988.

## Source
- Maurice Piron, Michel Lemoine, L'Univers de Simenon, guide des romans et nouvelles (1931-1972) de Georges Simenon, Presses de la Cité, 1983, p. 454  (ISBN 978-2-258-01152-6)